# Birkeland-áramok

A Birkeland-áramok és egyéb elektromos folyamatok a Föld magnetoszférájában

Az önmagát összehúzó mágneses tér vonalai és az áramok. Az áram legerősebb a tengelynél és attól távolodva gyengül. Az áram a mágneses térrel párhuzamosan folyik.

Birkeland-áramok alatt azokat az elektromos áramlásokat értjük, amik a Föld mágneses terének erővonalai mentén folynak a magnetoszféra külső területei és az ionoszféra között. Mozgásuk kiváltó oka a mágneses térre merőlegesen mozgó plazma.

## Története
1903-ban a norvég utazó, felfedező, fizikus Kristian Birkeland jósolta meg az áramok létezését, aki sarkköri expedíciókon figyelte meg a sarki fény jelenségét.

## Jellemzői
A Föld magnetoszférájában az áramokat a napszél és a bolygóközi mágneses tér kelti. A felfelé haladó elektromos áram (amiben az elektronok lefelé haladnak) gyorsítja a mágneses térben lévő elektronokat, amik, amikor elérik a felsőlégkört, a sarki fény jelenségét produkálják. Nagy földrajzi szélességeken (ahol a sarki fény létrejön) a Birkeland-áramok a sarki fény elektronjain keresztül záródnak. A Birkeland-áramok két párban jönnek létre. Az egyik pár a nappali térfelet „esti irányban” köti össze az éjszakai térféllel. A másik pár a nappali térfelet az éjszakai térféllel „hajnali irányban” köti össze. A nagy földrajzi szélességeken lévő áramlást „régió 1”-nek, míg az alacsony szélességeken lévőt „régió 2”-nek nevezik. Az áram a föld felé folyik az ionoszféra reggeli oldalán, és felfelé  az ionoszféra esti oldalán.
A Birkeland-áramok gyakran mutatnak sodrott kötélhez hasonló mágneses struktúrát. Az áramerősségük nyugodt időszakban legalább 100 000 amper, ami geomágneses vihar esetén elérheti az 1 millió ampert is. Ezzel fel tudják melegíteni a felső atmoszférát, ami az alacsony pályán keringő műholdak számára erősebb légköri fékeződést okoz.
Birkeland-áramokat laboratóriumban is létre lehet hozni (rövid időre) terawattos impulzusgenerátorral. Megfigyelhető, hogy az elektronok örvényszerűen áramlanak, amit diocotron instabilitásnak neveznek (ez hasonló jelenség, mint a folyadékoknál a Kelvin–Helmholtz-instabilitás).  Az ilyen áramlást a sarki fényben körkörösnek lehet látni.
A Birkeland-áramok legtöbbször csavart alakban alakulnak ki, amiben két, egymással ellentétes irányú Birkeland-áram egymás köré csavarodik, amik ugyanakkor taszítják egymást. Ha a felgyorsított elektronok relativisztikussá válnak (vagyis megközelítik a fénysebességet), a mágneses tér felcsavarodik és szinkrotronsugárzást bocsát ki a rádió-, az optikai, a röntgen- és gamma-sugárzás tartományában.
Az erős elektromos terek szuperszonikus sebességű plazmaáramlást keltenek a felső légkörben, amit a Swarm műholdak mérései alapján 2017-ben mutattak ki.